# Catacauma cabalii
Catacauma cabalii är en svampart som beskrevs av Orejuela 1941. Catacauma cabalii ingår i släktet Catacauma och familjen Phyllachoraceae.   Inga underarter finns listade i Catalogue of Life.